# Heinrich-Hertz-Europakolleg
Das Heinrich Hertz-Europakolleg der Bundesstadt Bonn (HHEK; bis 2010 Heinrich-Hertz-Berufskolleg der Stadt Bonn – HHB) ist ein Berufskolleg mit Berufsgymnasium in Bonn mit dem Schwerpunkt Handwerk. Der Komplex besteht aus 8 Gebäuden.
Benannt wurde die Bildungseinrichtung nach dem deutschen Physiker Heinrich Rudolph Hertz, der als Entdecker der elektromagnetische Wellen gilt.

## Geschichte

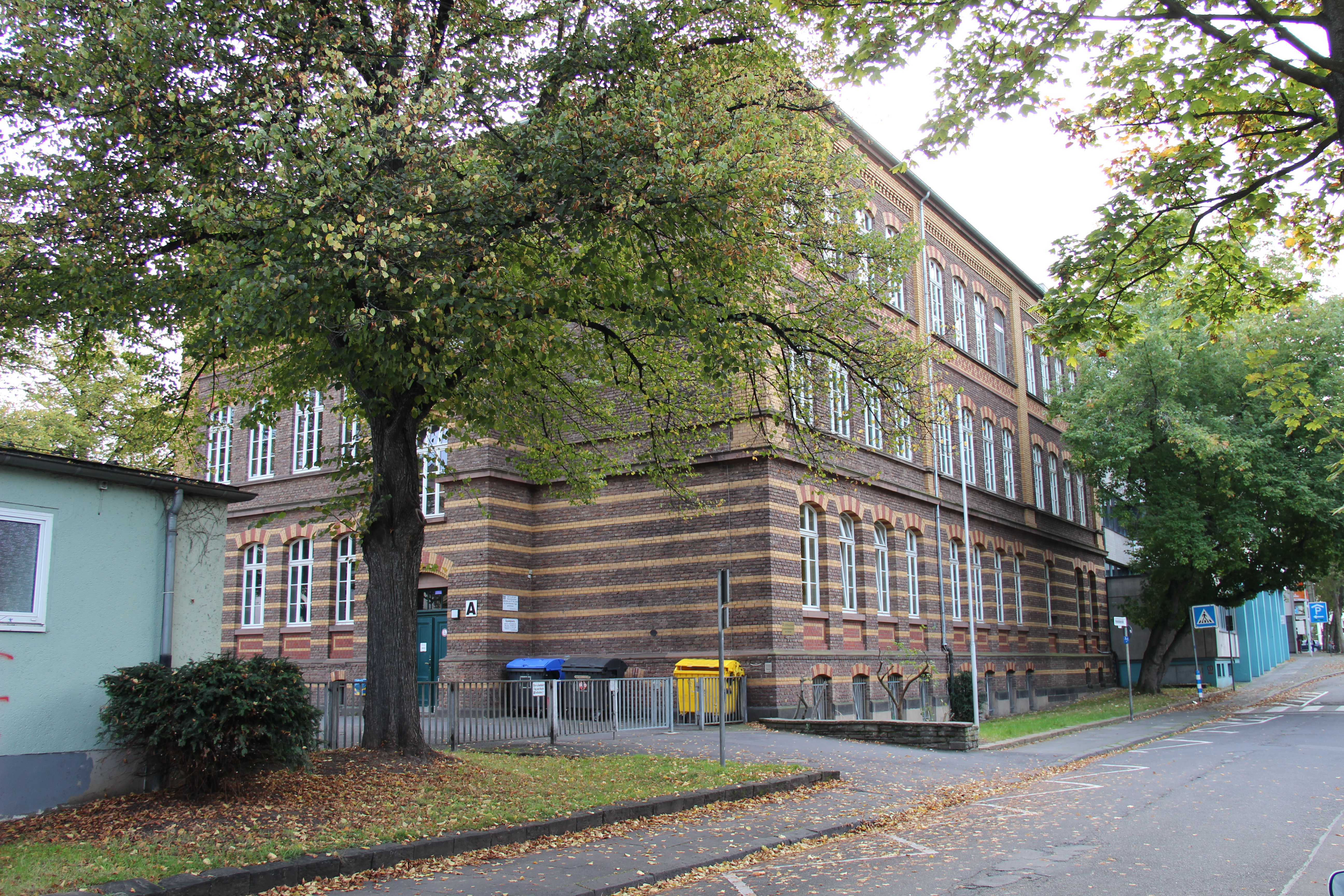
1908–1913
(jetzt Stiftsschule)

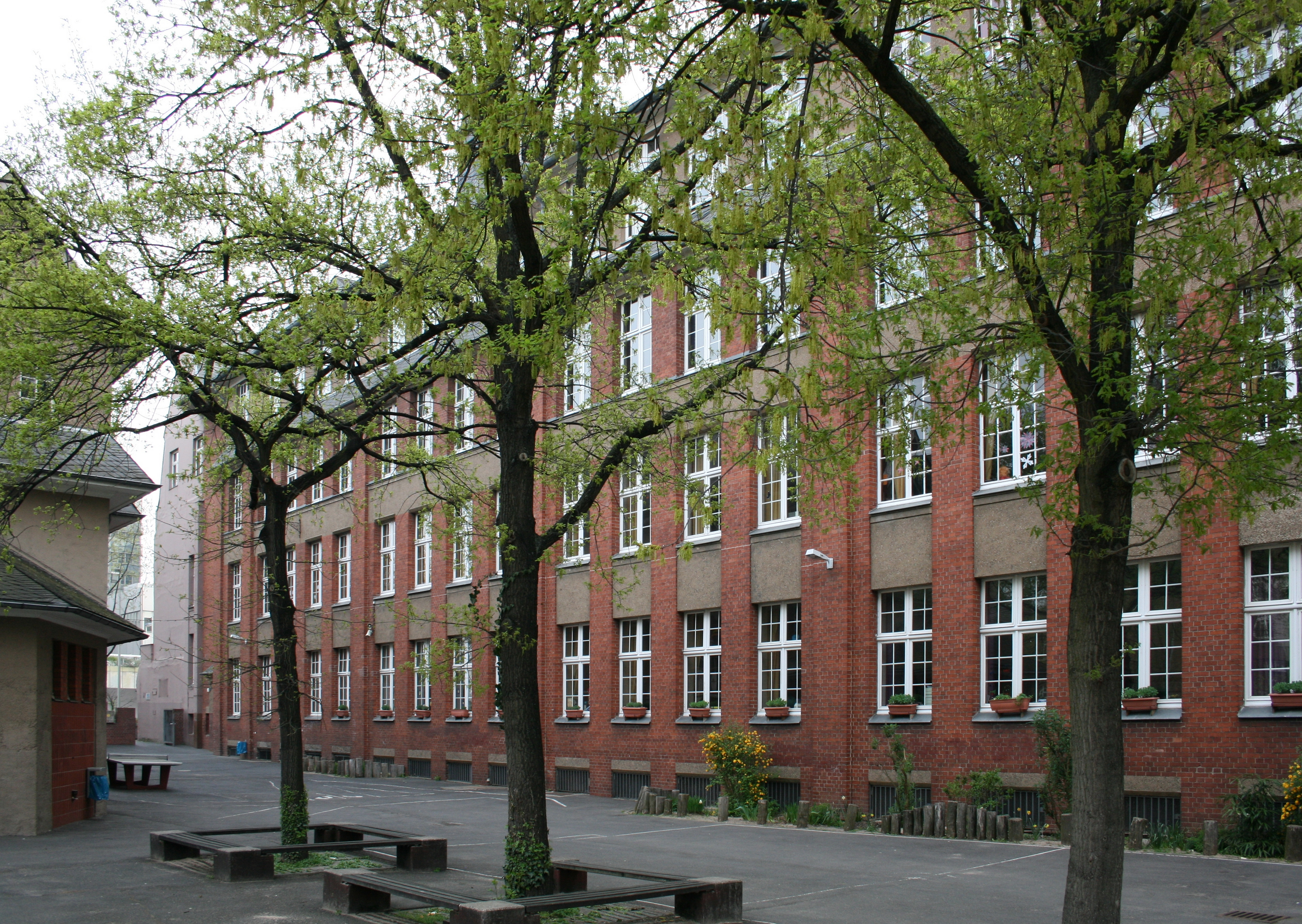
1913–1967
(jetzt Pestalozzischule)

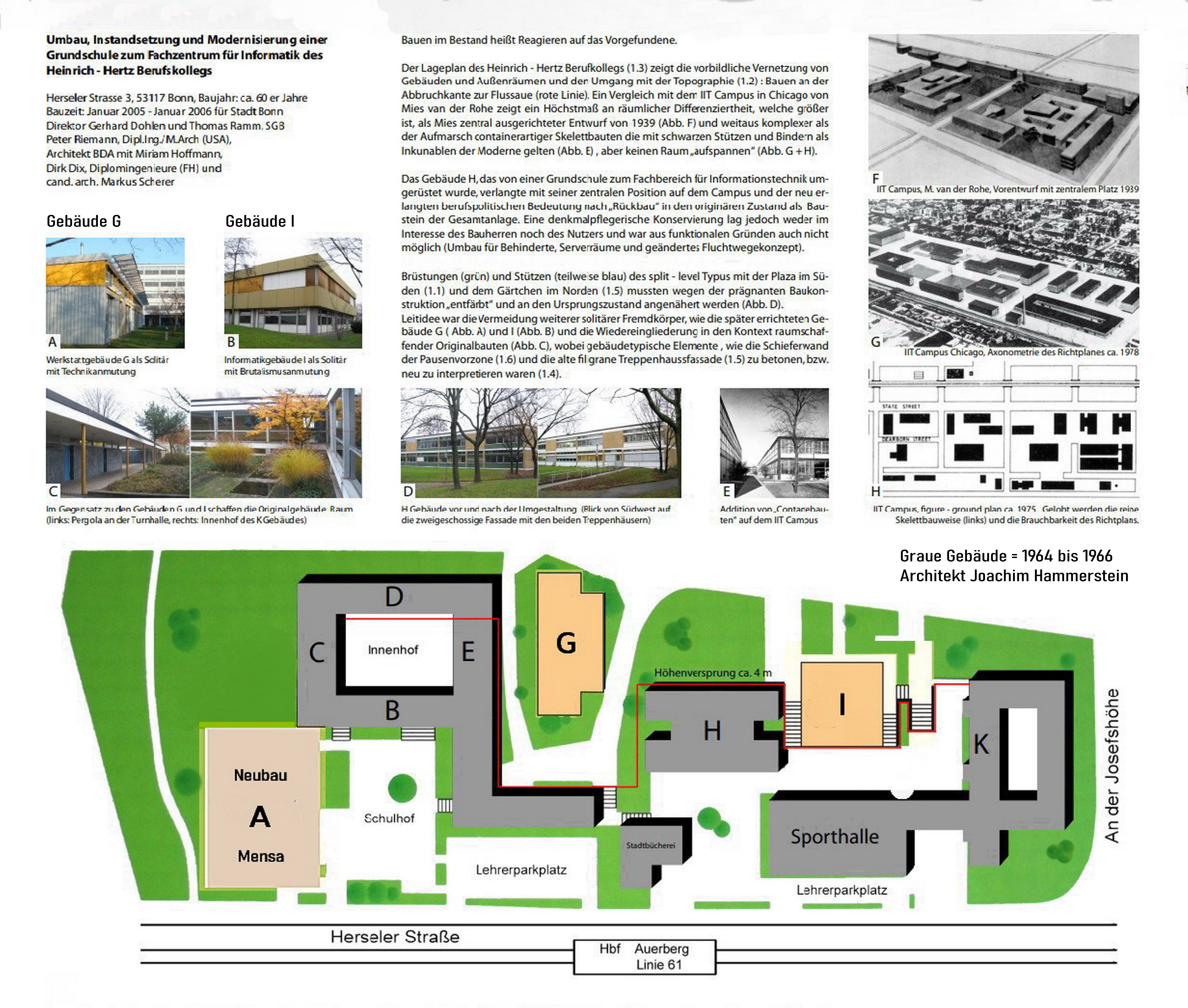
Peter Riemann, Heinrich-Hertz Europakolleg Bonn. Typologischer Vergleich mit dem IIT in Chicago

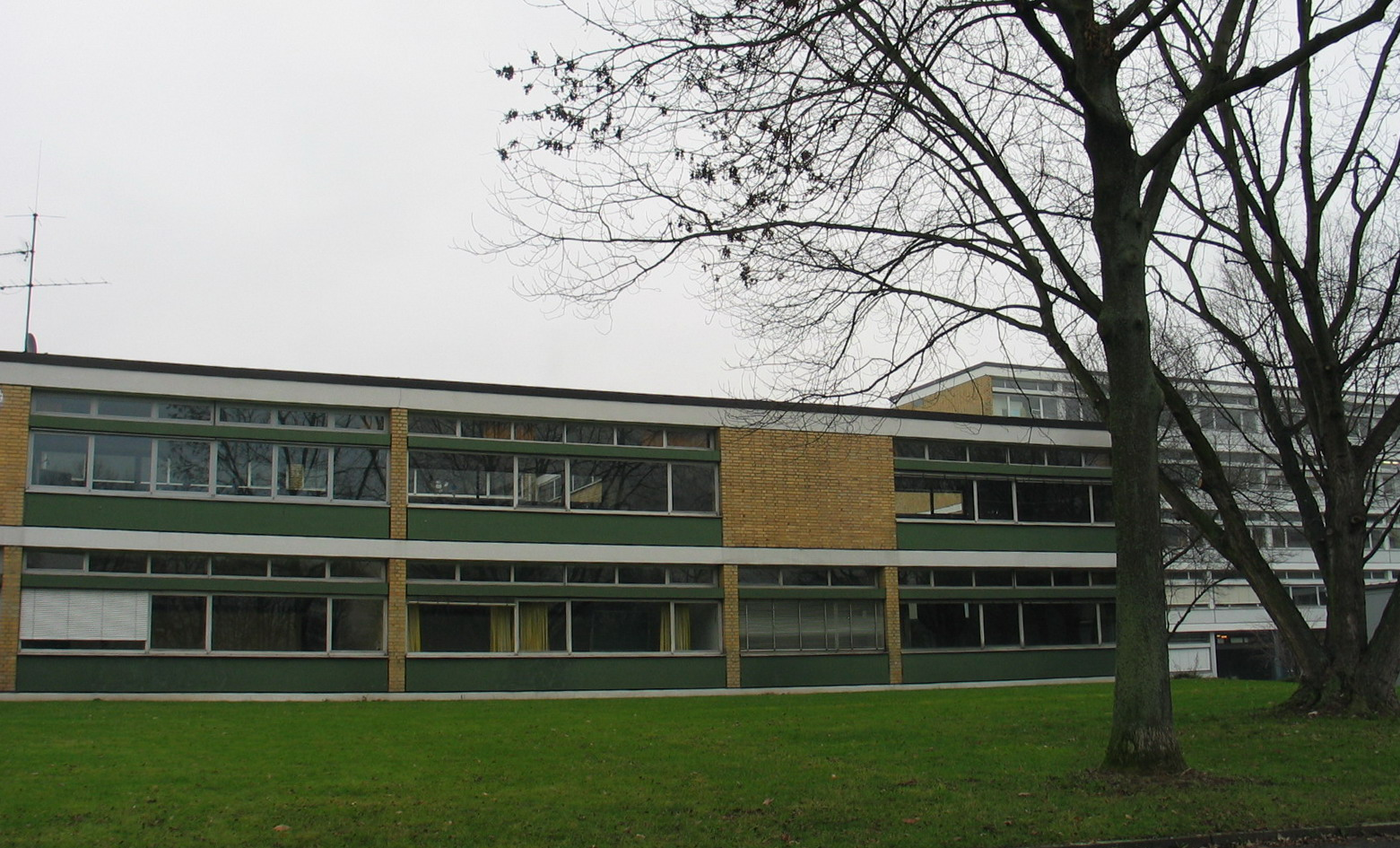
Gebäude H (vorn) und Gebäude F (hinten) des damaligen Heinrich-Hertz-Berufskollegs

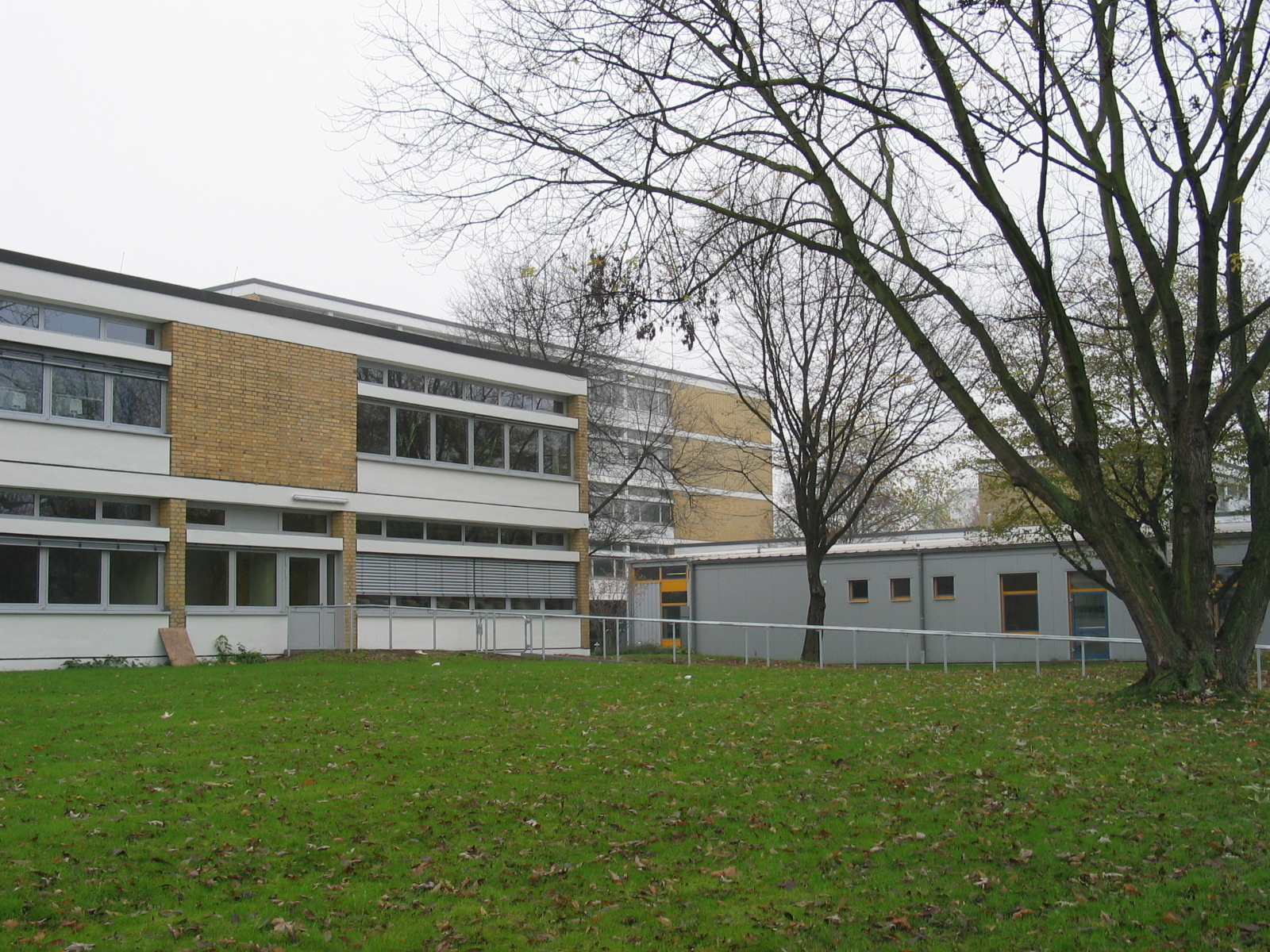
Die bereits sanierte Gebäude H, dahinter F und rechts G des damaligen HHBK

Das Heinrich-Hertz-Europakolleg wurde im Ursprung am 25. April 1908 als Pflichtfortbildungsschule für Handwerker und Kaufleute in der heutigen Stiftsschule (Theaterstraße 60; denkmalgeschützt) gegründet. Im Jahr 1911 wurden die gewerbliche (heutiges HHEK) und die kaufmännische Schule (heutiges Ludwig-Erhard-Berufskolleg) getrennt. Bis 1912 hießen in Deutschland Berufsschulen alle Fortbildungsschulen.
1913 wurde das erste Berufsschulgebäude Preußens, errichtet vom Stadtbaumeister Rudolf Schultze, an der Budapester Straße bezogen, die heute als Pestalozzischule geläufig und ebenfalls denkmalgeschützt ist.
Das jetzige Gebäude in der Herseler Straße 1–5 in Graurheindorf bezog das Kolleg 1967. Es wurde in den Jahren 1964 bis 1966 von dem Architekten Joachim Hammerstein vom Städtischen Hochbauamt als Schulzentrum Rheindorf-Süd errichtet. Die Gartenbauarbeiten plante Heinrich Raderschall. Bis zur Fertigstellung des eigenen Schulgebäudes 1981 waren auch Teile der 1978 gegründeten Integrierten Gesamtschule Bonn-Beuel auf dem Schulareal untergebracht.
1990 wurde auf Anregung des Handwerks der Förderverein FNT (Verein zur Förderung neuer Technologien in der Berufsbildung e.V.) gegründet. Ende der 1990er Jahre wurde in Nordrhein-Westfalen an den berufsbildenden Schulen die Schulform des Berufskollegs eingeführt. In diesem Zuge erhielt die Schule die Bezeichnung Heinrich-Hertz-Berufskolleg der Stadt Bonn (HHB).
Im Jahr 2003 wurde am Berufskolleg eine Cisco-Academy gegründet und damit verbunden in Folge mehrere Lehrkräfte als Cisco-CCNA-Trainer sowie einige auch für den PC-Hardware Grundkurs IT-Essentials ausgebildet.
Ab 2005 wurde das Gebäude H, die ehemalige „Jahn-Grundschule“. durch das Bonner Büro RiemannArchitekten völlig entkernt, saniert, zum "Forum" und Fachbereich für Informations- und Nachrichtentechnik umgebaut und am 26. Januar 2006 feierlich durch einen Festakt und einen Informationsrundgang eingeweiht. Schulleiter Dohlen „hatte in seiner Begrüßung die Schwerpunkte des Kollegs mit Fachgymnasium für Informatik, Medien und Kommunikation vorgestellt“.
Im Februar 2007 wurde mit der Fachhochschule Bonn-Rhein-Sieg am Campus Sankt Augustin ein Kooperationsvertrag im Bereich Informatik geschlossen.
Im April 2008, die Schule zählte inzwischen rund 3300 Schüler, wurde in großem Rahmen das 100-jährige Bestehen der Schule gefeiert. Anlässlich der Feier „unterschrieb der damalige Schulleiter Gerhard Dohlen mit dem Leiter des "Lycée Le Corbusier" im Arrondissement Strasbourg, Henri Bresson, einen Partnerschaftsvertrag“, denn: „Die Berufsbildung muss auch europaweit zusammenwachsen“, so Dohlen.
Nachdem das Schulministerium die Einrichtung als erstes technisch-orientiertes Berufskolleg im Rheinland als Europaschule zertifizierte, stimmte der städtische Schulausschuss Anfang 2010 der Umbenennung in Heinrich-Hertz-Europakolleg der Bundesstadt Bonn – Berufskolleg mit beruflichem Gymnasium zu.
Das schadstoffbelastete, eingeschossige Werkstattgebäude „Gebäudeteil A“ auf dem Schulareal wurde 2017 zugunsten eines geplanten barrierefreien Neubaus mit acht Klassenräumen, drei Differenzierungsräumen, einem Lehrmittelraum, einem Lackierbereich zur Ausbildung der Maler und Lackierer und einer Mensa mit rund 300 Plätzen und Nebenräumen abgebrochen, dessen Fertigstellung für Ende 2018 vorgesehen ist. Mit der Objektplanung ist die Siegener Filiale der kplan AG beauftragt.
Ein neuer „Gebäudeteil A“, der Mensa, Berufsfachschule, Laborräume, Fahrzeuglackierer und Versorgungstechnik beherbergt wurde am Montag, dem 30. September 2019, feierlich vom Bonner Oberbürgermeister Ashok Sridharan, eröffnet.

## Ausbildungsangebot
Das Bildungsangebot reicht von der beruflichen Grundbildung über die berufliche Ausbildung bis zur Weiterbildung, vom Hauptschulabschluss bis hin zur Allgemeinen Hochschulreife.
Bei den Fachbereichen handelt es sich um
- Elektrotechnik,
- Fahrzeugtechnik,
- Farbtechnik und Raumgestaltung,
- Gestaltungstechnik,
- Informationstechnik,
- Metalltechnik und
- Versorgungstechnik.[19]

## Europäische Kooperationen
Die Schule nimmt teil am Austauschprogramm Europa macht Schule und kooperiert mit dem Deutsch-Französischen Sekretariat/Secrétariat Franco Allemand (DFSFA) in Saarbrücken. Austausch- und ausländische Kooperationsprogramme bestehen mit dem College of West Anglia ( Norfolk, Cambridgeshire und Cambridge), dem Grimsby Institute of Further & Higher Education ( North East Lincolnshire), dem Lycée Général, Scientifique, Technologique et Professionnel „Louis Armand“ ( Paris) und dem Institut Montilivi ( Girona).

## Sonstiges
Die Schule ist mit den Straßenbahnlinien 61 und 65 erreichbar, wobei die Linie 65 neben Ein- und Ausrückfahrten der Linie 61 speziell den Schülerverkehr des Heinrich-Hertz-Europakollegs bedient. In der Hauptverkehrszeit morgens zwischen 7 und 8 Uhr bzw. nachmittags zwischen 12 und 18 Uhr wird die Linie 61 zwischen Heinrich-Hertz-Europakolleg und Bonn Hauptbahnhof auf einen annähernden Fünfminutentakt verdichtet.
Die Schule ist außerdem mit der Bus-Linie 601 erreichbar.
Die Sporthalle wird auch von den Bonner Futsal Lions genutzt.